# Císařovo uzdravení
Císařovo uzdravení (v německém originále Des Kaisers Genesung) je příležitostná kantáta českého skladatele Vojtěcha Jírovce na libreto Johanna Christiana Mikana. Císařovo uzdravení bylo uvedeno 1. května 1826 ve vídeňském Divadle u Korutanské brány (Theater am Kärntnertor).

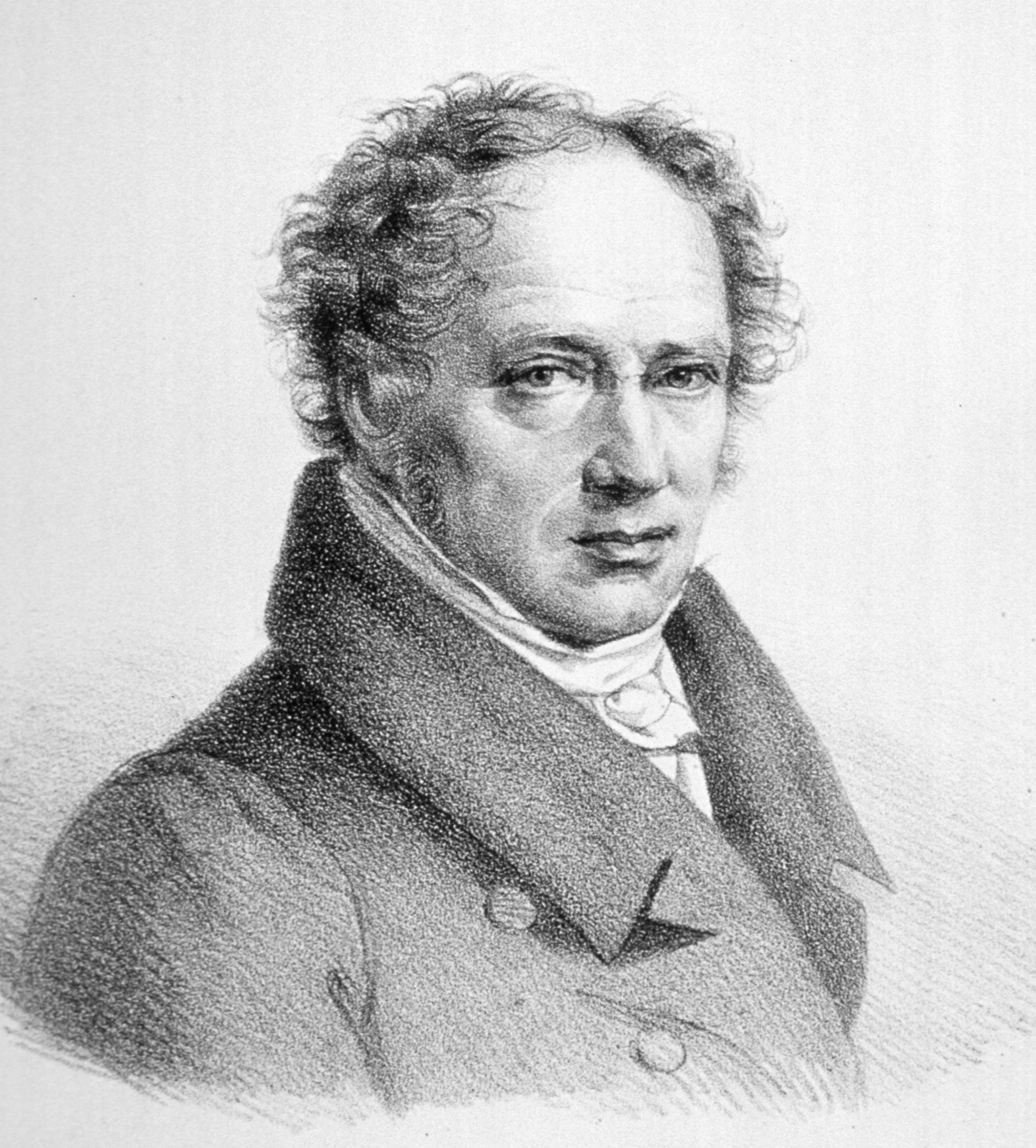
Libretista kantáty Císařovo uzdravení Johann Christian Mikan

Na jaře roku 1826 se císař František I. Rakouský zotavil z dlouhé a těžké nemoci, což zavdalo příčinu k různým veřejným oslavám. V této souvislosti byla napsána i tato kantáta. Autor jejího textu Johann Christian Mikan (1769–1844) byl lékař a přírodovědec a v době premiéry Císařova uzdravení byl profesorem přírodověda na Karlo-Ferdinandově univerzitě v Praze. Jedná se o slavnostní kantátu pro čtyři sólisty a sbor.
Struktura kantáty Císařovo uzdravení je tato:
- Sbor – Lid si může oddechnout od starostí a nebezpečí.
- Recitativ – Co tak hluboce otřáslo veškerým lidem?
- Čtyřzpěv – Nemoc ohrozila spravedlivého a milostivého mocnáře.
- Sbor – Lid si zoufá.
- Recitativ – Kéž nám není „dobrák na rakouském trůně“ vyrván!
- Árie – Modlitby všeho rakouského lidu stoupají k nebesům.
- Recitativ – Prosby lidu byly vyslyšeny.
- Děkovná modlitba – Zachovej nám, Hospodine, Františka Dobrotivého a jeho rodinu.
- Recitativ – Smutek ustoupil, do srdcí se vrátila radost.
- Dvojzpěv – Radujme se a slibme císaři lásku a věrnost až do smrti.
- Závěrečný sbor – Ať žije císař![2]

Úryvek z textu kantáty („děkovnou modlitbu“) zveřejnil před premiérou Wiener Zeitschrift für Kunst, Literatur, Theater und Mode.

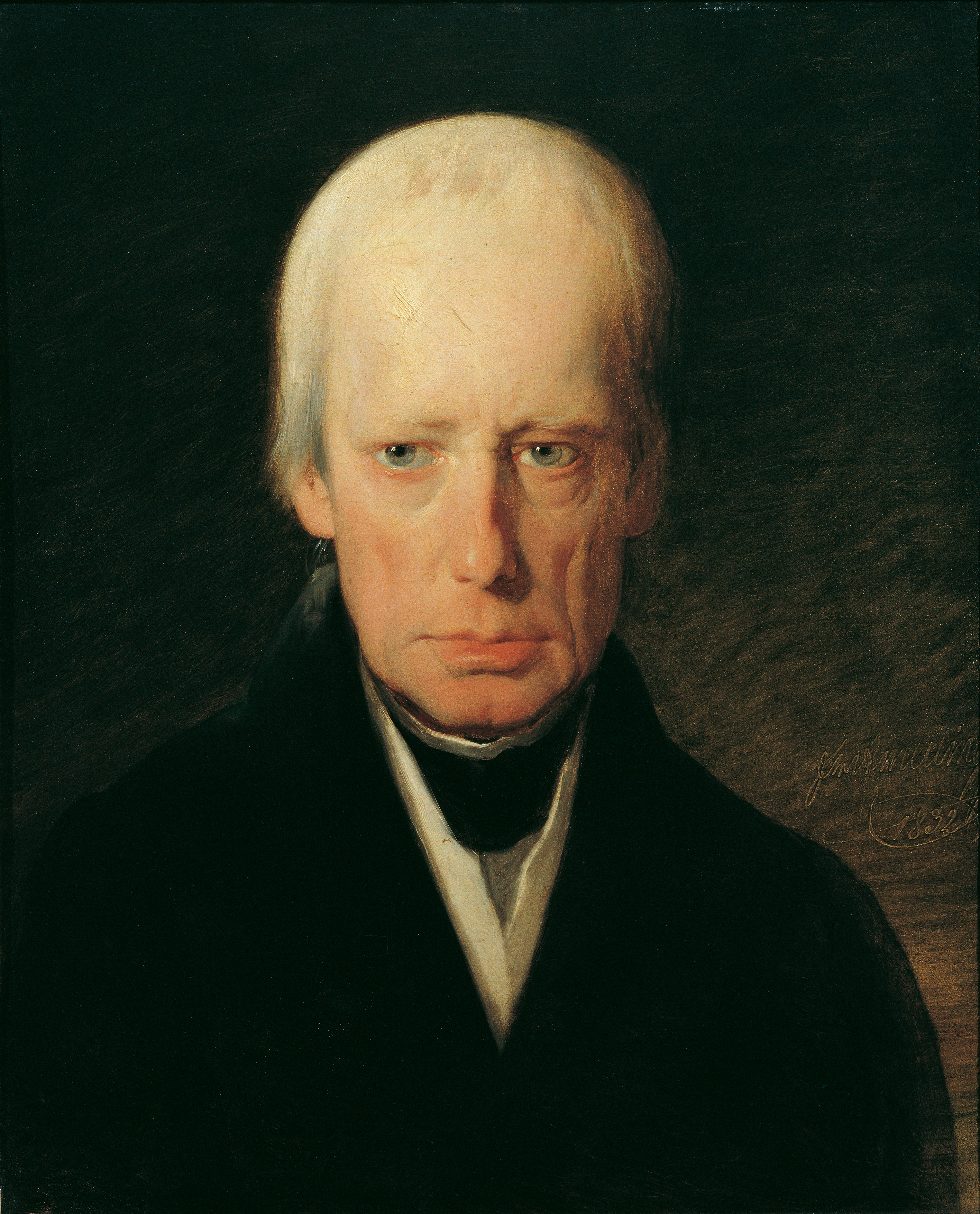
Císař František I. Malba Friedricha von Amerlinga z roku 1832

Kantáta byla provedena v Jírovcově působišti, Divadle u Korutanské brány, které hostilo c. k. dvorní operu. Jako sólisté v ní účinkovali Therese (Müllerová-)Grünbaumová, slečna Anna Uetzová(-Röckelová), Josef Preisinger a Ernst Fridrich Diez. Konala se pouze dvě provedení, 1. a 2. května 1826; v obou případech po kantátě následoval balet Alexander in Indien.
Vídeňský tisk referoval o díle s povinnou úctou vzhledem k jeho účelu, ale i s jistými rozpaky; hlavním steskem zdá se bylo, že zpěvákům, a především sboru, nebylo pro hlučnost orchestru rozumět. Časopis Wiener Zeitschrift für Kunst, Literatur und Theater zpravoval: „Pocit z radostné příležitosti, v kantátě i na mnoha místech hudby vyjádřený, našel svou odezvu v srdcích všech přítomných, kterých by se byl mohl dotknout ještě více, pokud by výraz slova nebyl větší části pohřben ve zvuku hudby.“ Našel však slova chvály pro skladatele: „Že je pan Jírovec znalým skladatelem, dokázal i zde, zejména ve čtyřhlasém střídavém zpěvu a ve fugálním závěrečném sboru.“
Zahraniční hudební časopisy byly otevřenější. Lipský hudební časopis Allgemeine musikalische Zeitung mínil: „Slovům jsme nerozuměli; podle mnoha pomalých vět lze soudit, že obsah je povětšinou tragický; neobjevuje se v něm nic, co by vzbudilo veselejší pocity, a tím odpovídalo radostné náladě lidu; takže celek zanechal chladným a prošel bez pozornosti.“ Také podle časopisu Berliner allgemeine musikalische Zeitung bylo Císařovo uzdravení „dosti těžkopádná a unavující […] kantáta […], u které bylo rozumět jednotlivým slovům, ale ne smyslu, a proto také nedokázala získat žádný obecný zájem.“
Z případných jiných uvedení této Jírovcovy kantáty je doloženo provedení Císařova uzdravení na dobročinném večeru v pražském Stavovském divadle, který měl vedle výročí císařova uzdravení roku 1826 za účel zřízení nadace pro studující medicíny z Čech. Jírovcova kantáta tvořila těžiště jeho hudební části, vedle Weberovy Jubilejní předehry a úryvků z Händelova Mesiáše a Haydnova sboru Bouře. Slovní část tvořily recitace básně Die Vision Grillparzera, napsané roku 1826 k téže příležitosti, a jiné deklamace týkající se „buď vznešené osoby našeho nejmilostivějšího vladaře, nebo nejjasnějšího rodu Jeho Veličenstva“.